# Caracowo
Caracowo (bułg. Царацово) – wieś w południowej Bułgarii, w obwodzie Płowdiw, w gminie Marica.
10 km od Płowdiwu.
W centrum wsi znajduje się pomnik poświęcony ofiarom wojen, wzniesiony w 2006 roku.